# Tarenna adangensis
Tarenna adangensis là một loài thực vật có hoa trong họ Thiến thảo. Loài này được (Ridl.) Ridl. miêu tả khoa học đầu tiên năm 1923.